# Making Friends
Making Friends is het vierde studioalbum van de Amerikaanse punkband No Use for a Name. Het werd door Fat Wreck Chords uitgebracht op 26 augustus 1997.

## Nummers
Het nummer "Fields of Athenry" is een Iers folklied geschreven door Pete St John in 1979, dat meerdere malen is vertolkt, onder andere door bands als Dropkick Murphys en The Dubliners. Het album bevat ook een verborgen nummer, namelijk het nummer "Beth", een cover van de rockband KISS.
1. "The Answer is Still No" - 2:33
2. "Invincible" - 2:22
3. "Growing Down" - 2:02
4. "On the Outside" - 2:51
5. "A Postcard Would Be Nice" - 2:01
6. "Secret" - 3:24
7. "Best Regards" - 1:50
8. "Revenge" - 1:52
9. "Sidewalk" - 2:17
10. "3 Month Weekend" - 1:17
11. "Sitting Duck" - 1:21
12. "Fields of Athenry" - 11:40

## Band
- Tony Sly - zang, gitaar
- Chris Shiflett - gitaar
- Matt Riddle - basgitaar
- Rory Koff - drums